# Räbke
Räbke est une municipalité allemande du land de Basse-Saxe et l'arrondissement de Helmstedt.